# Pro Audito Schweiz

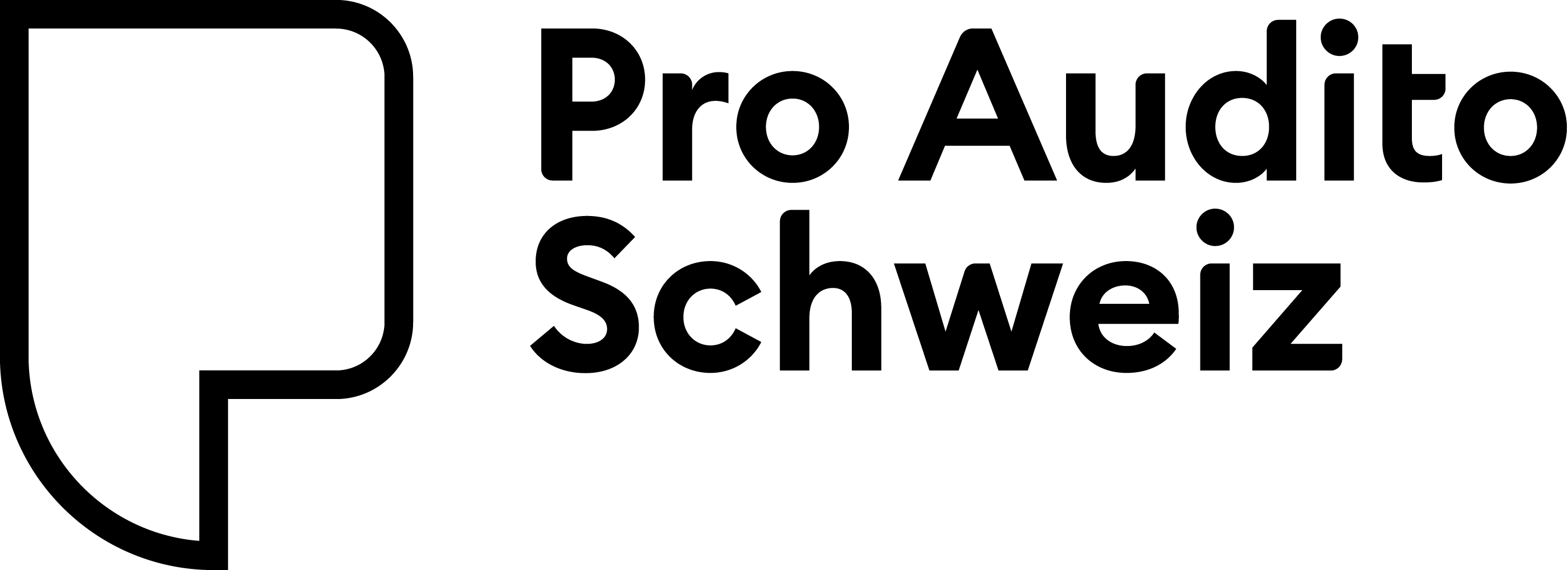
Logo Pro Audito Schweiz

Pro Audito Schweiz ist eine Anlaufstelle bei Schwerhörigkeit in der Schweiz. Die Dachorganisation des Vereins hat ihren Sitz in Zürich. Die 25 regionalen Pro Audito Vereine mit insgesamt rund 4‘000 Mitgliedern sind in der Deutschschweiz und im Tessin verortet. Pro Audito Schweiz trägt ein ZEWO-Gütesiegel für vertrauenswürdige Hilfswerke.

## Tätigkeitsgebiet
Zu den Kerndienstleistungen von Pro Audito zählen Hörtrainings und Lippenlesekurse, Aufklärung über Hörprobleme, Beratung zur Versorgung eines Hörverlusts, Fachtagungen und die Vermittlung von Schriftdolmetschenden für die berufliche Integration von Menschen mit einer Schwerhörigkeit. Ausserdem engagiert sich die Organisation für den Einbau von induktiven Höranlagen in öffentlichen Gebäuden.
Pro Audito vertritt Menschen mit Schwerhörigkeit gegenüber der Öffentlichkeit, den Sozialversicherungen, der Politik und der Hörversorgungsbranche.

## Organisation und Finanzen
Die strategische Führung des Dachverbandes Pro Audito Schweiz liegt beim Zentralvorstand. Dieser wird jeweils für vier Jahre gewählt. Seit 2011 amtiert Georg Simmen (selbst hörbehindert) als Präsident des Zentralvorstandes.
Als nationale Dachorganisation setzt Pro Audito Schweiz die Interessen der 25 regionalen Pro Audito Vereine um. Die Delegierten dieser Vereine treffen sich jährlich zur Delegiertenversammlung. Die Delegiertenversammlung bildet das oberste Organ und wählt die Mitglieder des Zentralvorstands. Sie entscheidet auch über die Aufnahme neuer Kollektivmitglieder und genehmigt den Jahresbericht und die Jahresrechnung.
In der Geschäftsstelle von Pro Audito Schweiz arbeiten 10 bis 15 Mitarbeitende, darunter gut hörende Menschen und Menschen mit einer Schwerhörigkeit. Pro Audito Schweiz beschäftigt ausserdem rund 40 Audioagogen und rund 20 Schriftdolmetschende, die für die Erbringung der vom Verein angebotenen Dienstleistungen verantwortlich sind.
Pro Audito Schweiz finanziert sich durch öffentliche Gelder des Bundesamtes für Sozialversicherungen, über Dienstleistungserträge aus Hörtrainings und Schriftdolmetschen, durch Mitgliederbeiträge und durch Spenden.

## Geschichte
Am 21. November 1920 gründeten fünf bereits bestehende Hephata-Vereine  den Bund Schweizerischer Schwerhörigen-Vereine (BSSV) im Restaurant Du Pont, Zürich. Die Gründervereine waren Bern, Zürich, Basel, Thun und Frauenfeld. Ihre Hauptaufgaben waren die Durchführung von Abseh-Kursen (heute: Hörtraining mit Lippenlesen) sowie soziale und religiöse Veranstaltungen.
Ab 1920 und bis in die 1980er Jahre entstanden weitere lokale Vereine in der  Deutschschweiz. Heute gibt es 25 lokale Vereine, Tendenz abnehmend.
1940 wurde die aargauische „Taubstummenanstalt“ in die Schweizerische Schwerhörigen-Schule Landenhof überführt. Damit konnte ein  Anliegen des BSSV verwirklicht werden. Im Stiftungsrat waren BSSV-Mitglieder vertreten. Bis heute stellt der Landenhof mindestens ein Vorstandsmitglied von Pro Audito Schweiz.
1941 erhielt der BSSV das ZEWO-Gütesiegel.
1942 begann der erste offizielle Ausbildungsgang der  Absehlehrer, in Zusammenarbeit mit der Heilpädagogischen Schule Zürich. Der BSSV professionalisierte im Verlauf der Jahre die Ausbildung der Absehlehrer, seit 2002 heissen sie Audioagogen.
Im Jahr 2002 benannte sich die Dachorganisation um in Pro Audito Schweiz. Damit folgte man der Logik anderer „Pro-Organisationen“ (z. B. Pro Infirmis, Pro Senectute). Der Berner Verein hatte sich bereits 1994 in „pro audito – Schwerhörigen-Verein Bern“ umbenannt.
2020 feierte Pro Audito Schweiz das 100-jährige Bestehen. Verschiedene Kommunikationsaktivitäten umrahmten das Jubiläum.